# ریگلی (تنسی)
ریگلی (به انگلیسی: Wrigley) شهری در ایالت کشور ایالات متحده آمریکا است که جمعیت آن در سرشماری سال ۲۰۱۰ میلادی، ۲۸۱ نفر بوده‌است.